# Lorraine Toussaint
Lorraine Toussaint (født 4. april 1960) er en amerikansk skuespiller og producer. Hun er bedst kendt for Any Day Now (1998-2002), Crossing Jordan (2002-2003), Saving Grace (2007-2010) og Orange Is the New Black (2014).

## Filmografi
| År   | Titel                             | Rolle                   | Notes      |
| ---- | --------------------------------- | ----------------------- | ---------- |
| 1989 | Breaking In                       | Delphine the Hooker     |            |
| 1991 | Hudson Hawk                       | Almond Joy              |            |
| 1993 | Point of No Return                | Beth                    |            |
| 1994 | Mother's Boys                     | Robert's Associate      |            |
| 1994 | Bleeding Hearts                   | Enid Sheperd            |            |
| 1995 | Dangerous Minds                   | Irene Roberts           |            |
| 1996 | Psalms from the Underground       |                         | Short film |
| 1997 | The Spittin' Image                |                         | Short film |
| 1998 | Black Dog                         | Avery                   |            |
| 1998 | Jaded                             | Carol Broker            |            |
| 2001 | The Sky Is Falling                | Janie                   |            |
| 2008 | The Gold Lunch                    | Judge                   | Short film |
| 2009 | The Soloist                       | Flo Ayers               |            |
| 2012 | Middle of Nowhere                 | Ruth                    |            |
| 2014 | Ask Me Anything                   | Dr. Sherman             |            |
| 2014 | Selma                             | Amelia Boynton Robinson |            |
| 2019 | Scary Stories to Tell in the Dark |                         |            |

## Fjernsyn
| Year            | Title                                    | Role                          | Notes                                                          |
| --------------- | ---------------------------------------- | ----------------------------- | -------------------------------------------------------------- |
| 1983            | The Face of Rage                         | Stendah                       | Television film                                                |
| 1986            | A Case of Deadly Force                   | Pat Bowden                    | Television film                                                |
| 1988            | One Life to Live                         | Vera Williams                 | Recurring role                                                 |
| 1989            | A Man Called Hawk                        | Emily Howell                  | Episode: "Hear No Evil"                                        |
| 1990            | Common Ground                            | Alva                          | Television film                                                |
| 1990            | 227                                      | Monica Patton                 | Episode: "Nightmare on 227"                                    |
| 1990            | Nasty Boys                               | Dr. Chanel Cory               | Episode: "Kill or Be Killed: Part 1"                           |
| 1990-1994, 2003 | Law & Order                              | Shambala Green                | Recurring role, 7 episodes                                     |
| 1991            | Daddy                                    | Judge (uncredited)            | Television film                                                |
| 1992            | Red Dwarf                                | Captain Tau                   | Television film                                                |
| 1992            | Tequila and Bonetti                      | Big Marie                     | Episode: "The Rose Cadillac"                                   |
| 1992            | Trial: The Price of Passion              | Nancy Goodpaster              | Television film                                                |
| 1992            | Bodies of Evidence                       | Dr. Mary Rocket               | Series regular, 16 episodes                                    |
| 1993            | Queen                                    | Joyce                         | TV miniseries                                                  |
| 1993            | Love, Lies & Lullabies                   | Florence Crawford             | Television film                                                |
| 1993            | Class of '61                             | Sarah                         | Television film                                                |
| 1993            | The Sinbad Show                          | Mrs. Payton                   | Episode: "Pilot"                                               |
| 1993            | Where I Live                             | Marie St. Martin              | Series regular, 21 episodes                                    |
| 1994            | A Time to Heal                           | Zelda                         | Television film                                                |
| 1994            | M.A.N.T.I.S.                             | Denise Copeland               | Episode: "Fire in the Heart"                                   |
| 1995            | Bless This House                         | Lorraine                      | Episode: "A Woman's Work Is Never Done"                        |
| 1995            | Amazing Grace                            | Yvonne Price                  | Series regular, 5 episodes                                     |
| 1995            | Murder One                               | Margaret Stratton             | Episode: "Chapter 6" Episode: "Chapter 8"                      |
| 1995            | It Was Him or Us                         | Lt. Washington                | Television film                                                |
| 1996            | America's Dream                          | Philomena                     | Television film                                                |
| 1996            | Nightjohn                                | Dealey                        | Television film                                                |
| 1996            | If These Walls Could Talk                | Shameeka Webb                 | Television film                                                |
| 1996            | Mr. & Mrs. Smith                         | Dr. Cotter                    | Episode: "The Coma Episode"                                    |
| 1996            | Dark Skies                               | Eda Mae Tillman               | Episode: "We Shall Overcome"                                   |
| 1996            | The Cherokee Kid                         | Mama Turner                   | Television film                                                |
| 1997            | Promised Land                            | Linda Paxton                  | Episode: "Running Scared"                                      |
| 1997            | Leaving L.A.                             | Dr. Claudia Chan              | Series regular, 6 episodes                                     |
| 1998            | Blackout Effect                          | Kim Garfield                  | Television film                                                |
| 1998            | Nothing Sacred                           | Lorraine Hamilton             | Episode: "Signs and Words"                                     |
| 1998            | Cracker: Mind Over Murder                | Tisha Watlington              | Episode: "If: Part 1" Episode: "If: Part 2"                    |
| 1998            | C-16: FBI                                | Marsha Fontaine               | Episode: "My Brother's Keeper"                                 |
| 1998-2002       | Any Day Now                              | Rene Jackson                  | Series regular, 88 episodes                                    |
| 2002-2003       | Crossing Jordan                          | Dr. Elaine Duchamps           | Series regular, 12 episodes                                    |
| 2003-2004       | Threat Matrix                            | Carina Wright                 | Recurring role, 5 episodes                                     |
| 2004            | Frasier                                  | Nurse                         | Episode: "Boo!"                                                |
| 2005            | Their Eyes Were Watching God             | Pearl Stone                   | Television film                                                |
| 2005            | Judging Amy                              | Eileen Stayman                | Episode: "The New Normal"                                      |
| 2005            | The Closer                               | Deputy D.A. Powell            | Episode: "Fatal Retraction" Episode: "Standards and Practices" |
| 2005            | Numb3rs                                  | Medical Examiner              | Episode: "Bones of Contention"                                 |
| 2006            | 3 lbs                                    | Della                         | Episode: "Unaired Pilot"                                       |
| 2006-2007       | CSI: Crime Scene Investigation           | Cynthia James / Marla James   | Episodes: "Fannysmackin'", "Post Mortem" and "Big Shots"       |
| 2006            | Ugly Betty                               | Amelia 'Yoga' Bluman          | Recurring role, 6 episodes                                     |
| 2007-2010       | Saving Grace                             | Capt. Kate Perry              | Series regular, 43 episodes                                    |
| 2008            | ER                                       | Yolanda                       | Episode: "Believe the Unseen"                                  |
| 2009            | Numb3rs                                  | Agent Terri Green             | Episode: "Cover Me"                                            |
| 2009-2011       | Friday Night Lights                      | Bird Merriweather             | Recurring role, 6 episodes                                     |
| 2010            | The Line                                 | Josephine Johnson             | TV pilot                                                       |
| 2010            | Three Rivers                             | Yolanda Moss                  | Episode: "Every Breath You Take"                               |
| 2010            | The Glades                               | Carol Watkins                 | Episode: "A Perfect Storm"                                     |
| 2011            | The Doctor                               | Ayanna                        | TV pilot                                                       |
| 2011            | NCIS                                     | Deputy Director Donna Wolfson | Episode: "Defiance"                                            |
| 2011            | Against the Wall                         | Officer Edie                  | Episode: "Obsessed and Unwanted"                               |
| 2012            | Grey's Anatomy                           | Dr. Fincher                   | Episode: "The Girl with No Name"                               |
| 2012            | The Finder                               | La Bruja                      | Episode: "Voodoo Undo"                                         |
| 2012            | Drop Dead Diva                           | Prof. Ellen Daily             | Episode: "Road Trip"                                           |
| 2012            | The Secret Life of the American Teenager |                               | Episode: "Holy Rollers"                                        |
| 2012            | Scandal                                  | Nancy Drake                   | Episode: "The Other Woman"                                     |
| 2013            | Body of Proof                            | Angela Martin                 | Recurring role, 4 episodes                                     |
| 2013-2014       | The Fosters                              | Dana Adams                    | Recurring role, 3 episodes                                     |
| 2014            | Orange Is the New Black                  | Yvonne “Vee” Parker           | Recurring role, 12 episodes                                    |
| 2014-2015       | Forever                                  | Lt. Joanna Reece              | Series regular                                                 |